# Ray Dalio
Raymond Thomas Dalio (Nueva York, 8 de agosto de 1949) es un multimillonario gestor de fondos de cobertura y filántropo estadounidense que ha sido codirector de inversiones del mayor fondo de cobertura del mundo, Bridgewater Associates, desde 1985. Fundó Bridgewater en 1975 en Nueva York. En diez años, recibió una inversión de 5 millones de dólares del fondo de pensiones del Banco Mundial.
Dalio nació en Nueva York y asistió al C.W. Post College de la Universidad de Long Island antes de obtener un máster en Administración de Empresas en la Harvard Business School en 1973. Dos años después, en su apartamento, Dalio lanzó Bridgewater. En 2013, fue catalogado como el mayor fondo de cobertura del mundo. En 2020, Bloomberg lo clasificó como la 79.ª persona más rica del mundo.
Dalio es también conocido por haber diseñado su propia estrategia de inversión, la All Weather Portfolio, cuyo fin es crear una cartera permanente y estable en el tiempo. Su estrategia parte de la base de que, siendo el futuro impredecible, el mercado tiene cuatro entornos (crecimiento, recesión, inflación, deflación) a cada una de las cuales asigna un determinado tipo de activo. Además, introduce lo que él llama paridad de riesgo, distribuyendo sus inversiones entre acciones (30 %), bonos a largo plazo (40 %), bonos a medio plazo (15 %) y lo restante a partes iguales entre oro y materias primas. Así, la renta fija tiene una proporción 2:1 con la variable, que según el inversor tiene una mayor volatilidad.